# Tubular Bells II
Tubular Bells II è un album in studio di Mike Oldfield pubblicato nel 1992 da Warner Bros. Records in formato LP, CD e MC. È il quindicesimo album dell'artista britannico, primo pubblicato per la Warner Bros. Records,  dopo la burrascosa rottura con la Virgin Records.

## Il disco
L'album è stato concepito come sequel del primo album di Oldfield, Tubular Bells del 1973.
La Virgin Records aveva spinto Oldfield a creare un sequel di Tubular Bells molti anni prima che lui la lasciasse, ma Oldfield ha esitato a farlo, anche se il suo penultimo album per l'etichetta, Amarok.
Per Tubular Bells II Oldfield ha arruolato Tom Newman, che aveva contribuito a produrre l'originale.
Tubular Bells II segue in parte le strutture musicali dell'originale Tubular Bells. Tutti i temi del primo Tubular Bells, infatti, sono stati ri-arrangiati e suonati con una moltitudine di nuovi strumenti. Il risultato è un album che ha lo stesso tipo di variazione tematica, ma che si diversifica dall'originale per le nuove strumentazioni. Alcune melodie possono essere viste come variazioni di quelle tratte dall'originale, mentre altre di Tubular Bells II sono totalmente nuove e non hanno niente in comune con quelle del precedente Tubular Bells.
A differenza di Tubular Bells il tema ricorrente compare all'inizio di Sentinel, e si ripete in varie parti dell'album. Inoltre, a differenza dell'originale, in coda all'album non è presente il ri-arrangiamento del brano tradizionale The Sailor's Hornpipe, ma un brano originale scritto da Oldfield intitolato Moonshine.
Alcuni dei titoli dei brani dell'album sono stati tratti da vari racconti di Arthur C. Clarke, come ad esempio La sentinella e Sunjammer.
La copertina di Tubular Bells II utilizza ancora una volta il famoso tubo metallico (che rappresenta una campana tubolare piegata) esattamente la copertina originale del 1973.

## Tracce
Musiche di Mike Oldfield.
1. Sentinel – 8:07
2. Dark Star – 2:16
3. Clear Light – 5:48
4. Blue Saloon – 2:59
5. Sunjammer – 2:32
6. Red Dawn – 1:50
7. The Bell – 6:59
8. Weightless – 5:43
9. The Great Plain – 4:47
10. Sunset Door – 2:23
11. Tattoo – 4:15
12. Altered State – 5:12
13. Maya Gold – 4:01
14. Moonshine – 1:42

## Musicisti
- Mike Oldfield – chitarra acustica, chitarra a 12 corde, banjo, chitarra classica, chitarra elettrica, basso, chitarra flamenca, glockenspiel, organo Lowrey, organo Hammond, organo Farfisa, mandolino, percussioni, piano, sintetizzatore, timpani, campane tubolari, voce
- Alan Rickman (accreditato come "A Strolling Player") – Maestro di cerimonie
- Sally Bradshaw – voce
- Celtic Bevy Band – bagpipes
- Eric Caudieux – programmazione e suoni digitali
- Edie Lehmann – voce
- Susannah Melvoin – voce
- Jamie Muhoberac – tastiere elettroniche, effetti speciali
- Steve Payne – Basso
- Suonatori di cormamusa da Los Angeles Police Department (accreditati come P.D. Scots Pipe Band per evitare polemiche a seguito delle rivolte di Los Angeles del 1992) – bagpipes
- John Robinson – batteria in "Altered State"